# 网络相册
图像托管服务（image hosting service）又称网络相册、在线相册，简称图床，为运行、储存以及翻阅、分享于網際網路的相簿，由于在线相册不是实质的相册并且容易搜索、查阅以及保管，目前大部分相片为储存于在线相册中。
此外，用户还可以使用自己的网络空间以搭建自己的在线相册。由于Flickr这一机制的成功，越来越多的网站开始创建自己的在线相册以获取流量。另外，Flickr推行的利用TAG的内容管理机制也越来越多的被接受以及应用。
很多網路相簿都能讓使用者設定密碼，讓用戶供指定的人士瀏覽，保障隱私權。
著名的网络相册有DeviantArt、Google相簿、Flickr、Photobucket等，中国大陆的网络相册有又拍网等。

## 安全問題

### 台灣
網路相簿的安全令人懷疑，2007年無名小站就有台灣電視節目《我愛黑澀會》的「美眉」容瑄的裸照流出，懷疑是被駭客破解。除了裸照外，一些私人照片放到網路上，即使設有密碼，亦可能會被駭客入侵而流出，令私隱外洩。

## 印刷服务
近年来，逐渐开始出现提供印刷服务的在线相册，大多采用最新的短版数码印刷技术，可以提供最少印数为1的DIY性质的印刷服务。由于此项业务刚刚开始出现，制作水平参差不齐，价格也相差较大，但价格基本上与制作质量成正比。

## 相关
- 相簿
- 相片
- 數位照片
- 網絡硬碟